# Крапина
Крапина (на хърватски език: Krapina) е град в Северна Хърватия и административен център на Крапинско-загорската жупания. Населението му е 4471 души, а на цялата община 12 480 (към 2011 г.). Градчето е разположено в хълмистата местност Загоре и е отдалечен на 55 км от столицата на Хърватия - Загреб.